# Berezovsky (huyện của Sverdlovsk)
Huyện Berezovsky (tiếng Nga: ? райо́н) là một huyện hành chính tự quản (raion), của Tỉnh Sverdlovsk, Nga. Huyện có diện tích 1171 km², dân số thời điểm ngày 1 tháng 1 năm 2000 là 48000 người. Trung tâm của huyện đóng ở Berezovsky.